# 中尾嘉伸
中尾 嘉伸（なかお よしのぶ、1934年〈昭和9年〉12月27日 - 2009年〈平成21年〉6月27日）は、日本の政治家、元岡山県津山市長（3期）。

## 来歴
岡山県英田郡美作町（現・美作市）出身。中央大学法学部卒。製紙会社を経営し、津山青年会議所理事長、津山商工会議所副会頭などを務める。1995年、津山市長に当選。3期務める。3期目の途中であった2006年（平成18年）1月、再開発ビル「アルネ・津山」への税金投入が批判を浴び、市長解職（リコール）成立で失職した。同年3月の津山市長選挙に立候補したが、元岡山県議会議長の桑山博之に敗れた。
2009年に胃癌で死去した。